# Lukmanierpass
Lukmanierpass (italsky Passo del Lucomagno, rétorománsky Cuolm Lucmagn nebo Pass dil Lucmagn) je švýcarský alpský průsmyk o nadmořské výšce 1916 m nalézající se na hranici kantonů Graubünden (obec Medel) a Ticino (osada Olivone v obci Blenio). Název pochází z latinského lucus magnus, „velký les“.

## Poloha
Přístup vede z Disentisu přes údolí Val Medel na vrchol průsmyku. Po výstavbě přehrady Santa Maria musely být dopravní trasy přeloženy; pěší turisté mohou jezero obejít po západní straně a při přechodu přes údolí Val Rondadura vystoupat výše než do průsmyku až do výšky 1942 metrů, zatímco vrchol cesty je dokonce v nadmořské výšce 1972 metrů v galerii severně od vrcholu průsmyku. Směrem na jih se dostanete do Biasky údolím Blenio. Lukmanierpass odděluje Gotthardskou horskou skupinu na západě od Adulských Alp na východě. Evropské rozvodí vede přes Lukmanierpass. Zajímavostí je, že voda z údolí Val Cadlimo, které leží jižně od hlavního alpského hřebene, teče na dohled od průsmyku jako Rein da Medel směrem k Severnímu moři. Lukmanierpass nabízí jedinou možnost, jak přejet Švýcarské Alpy autem (ve smyslu severojižního přejezdu), aniž by byla překročena nadmořská výška 2000 metrů.

## Historie

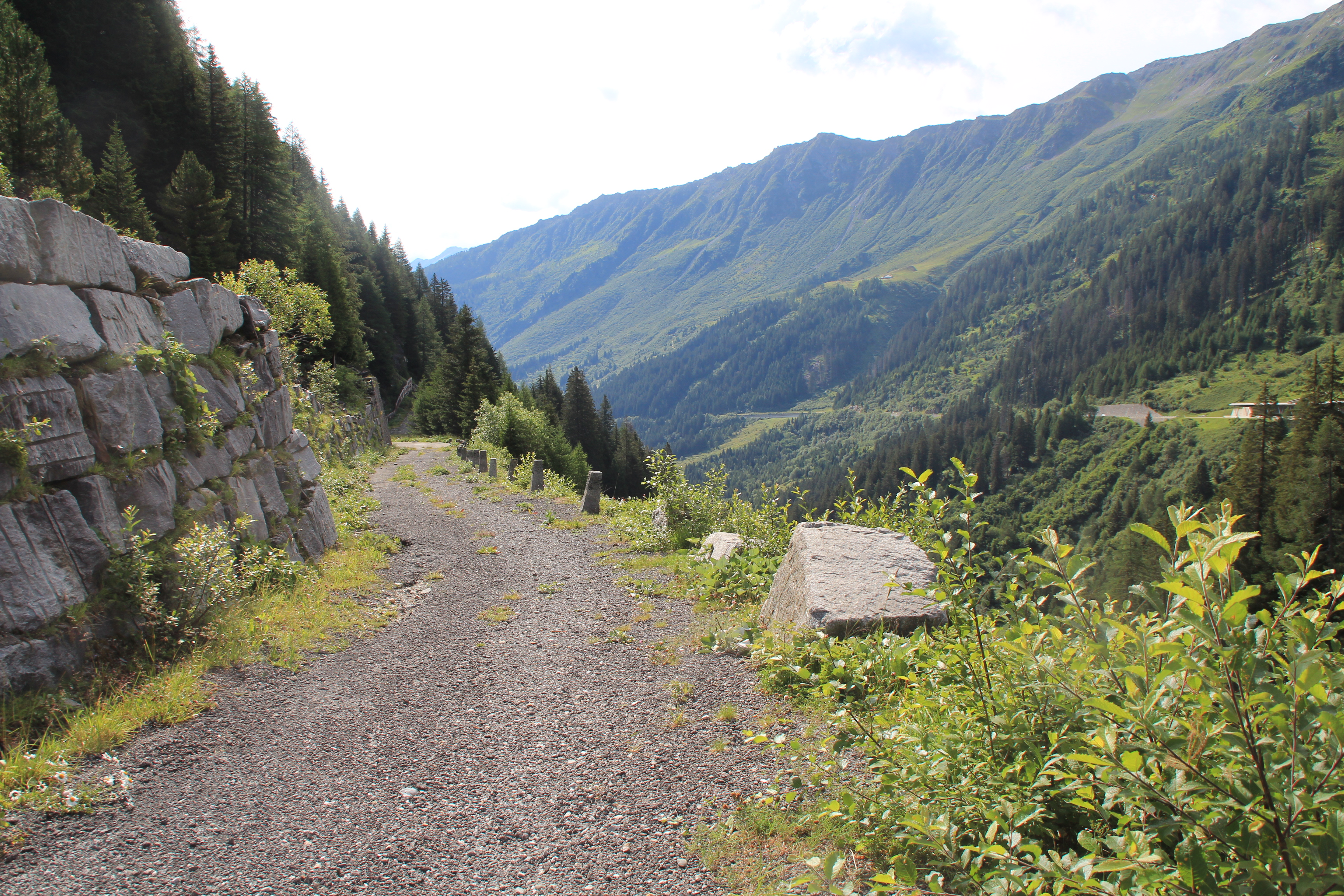
Vlevo stará silnice na levé straně údolí, vpravo nová silnice vzadu.

Nález římského mincovního pokladu poblíž Malvaglie naznačuje, že průsmyk byl navštěvován již v té době. První rozkvět zažil za franské říše, kdy byl na počátku 8. století založen klášter Disentis. Ve vrcholném a pozdním středověku, zejména v době vlády dynastie Hohenstaufenů, byl Lukmanierpass považován za nejdůležitější severojižní spojnici Švýcarska, ale pak tuto roli ztratil ve prospěch Gotthardského a Splügenského průsmyku, které kompenzovaly nevýhodu zhruba o 200 m vyššího vrcholu přímější trasou. V roce 1374 postavil klášter pod vrcholem průsmyku hospic zasvěcený Panně Marii. V roce 1964 musely hospic a kaple ustoupit vodní nádrži. Oba objekty byly přesunuty na průjezdní silnici. Nový hospic byl vysvěcen 1. srpna 1965. Stavbu kaple financovala NOK a vysvěcena byla v roce 1967.
V polovině 19. století se při výběru trati pro alpskou železnici mezi německy mluvícím Švýcarskem a Ticinem dočasně upřednostňovala trasa přes Lukmanierpass, která by se obešla bez nákladného tunelu, ale v roce 1869 se rozhodlo ve prospěch Gotthardské železnice vedoucí údolím Reuss a Leventinou. Přestože v letech 1872 (Graubünden) a 1877 (Ticino) byla přes Lukmanierpass otevřena moderní silnice, význam průsmyku upadal a výstavba Gotthardské dálnice s Gotthardským silničním tunelem, otevřená v roce 1980, jej jako nadregionální dopravní osu definitivně vyřadila z provozu. V souvislosti s výstavbou vodní nádrže Lai da Sontga Maria u elektrárny Vorderrhein na graubundenské straně byla silnice v 60. letech 20. století přemístěna do galerie.
Od roku 1877 do roku 1950 nebyly na silnici v Lukmanierském průsmyku provedeny téměř žádné úpravy ani změny. V letech 1950 až 1972 byla silnice rozšířena a částečně přestavěna. I po nově vybudované silnici byl však Lukmanierpass v zimě vždy uzavřen. V letech 1963–1967 byla postavena nová přehrada pro nádrž Lag da Sontga Maria. V letech 1956–1990 organizovala švýcarská armáda každou zimu úklid sněhu.
Dne 15. července 1967 vznikla zájmová skupina zástupců Cadi a údolí Blenio, jejímž cílem bylo celoroční otevření průsmykové cesty. Tato pracovní skupina s názvem „Pro Lucmagn“ se rozpadla po pouhém roce intenzivní práce. Z iniciativy národního rady Waltera Decurtinse z Trunu a rady Giona Schwarze z Disentisu bylo v roce 1997 znovu založeno sdružení Pro Lucmagn a svou podporu mu vyjádřily vlády kantonů Graubünden a Ticino.
Dne 18. srpna 2000 byla založena asociace Pro Lucmagn. Hlavním úkolem tohoto sdružení je udržovat Lukmanierský průsmyk v zimě otevřený. Oba kantony Ticino a Grisons se od počátku podílely na nákladech odhadovaných na 750 000 švýcarských franků, ale nechtěly převzít organizaci. Po pětiletém zkušebním období byly vyhodnoceny práce a bezpečnost v zimních měsících na průjezdní silnici. Získané zkušenosti byly natolik dobré, že se v otevření Lukmanierského průsmyku pokračovalo. Dne 20. května 2009 se radní kantonů Ticino a Graubünden Marco Borradori a Stefan Engler rozhodli ponechat průsmyk Lukmanier v zimě otevřený na dobu neurčitou.

## Galerie

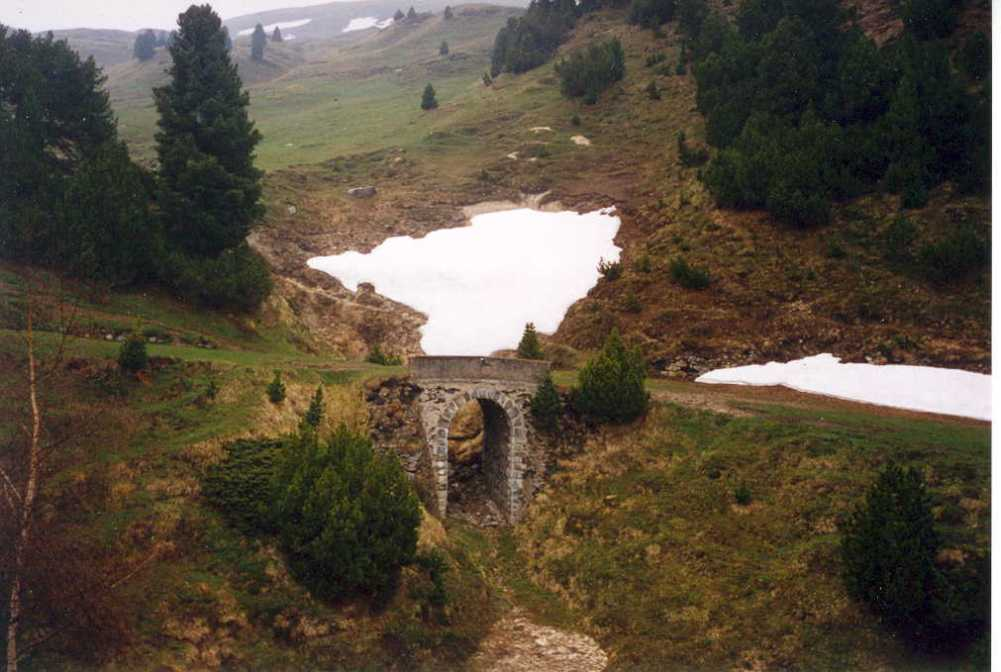
Most na staré silnici přes Lukmanierpass, dnes již nepoužívaný
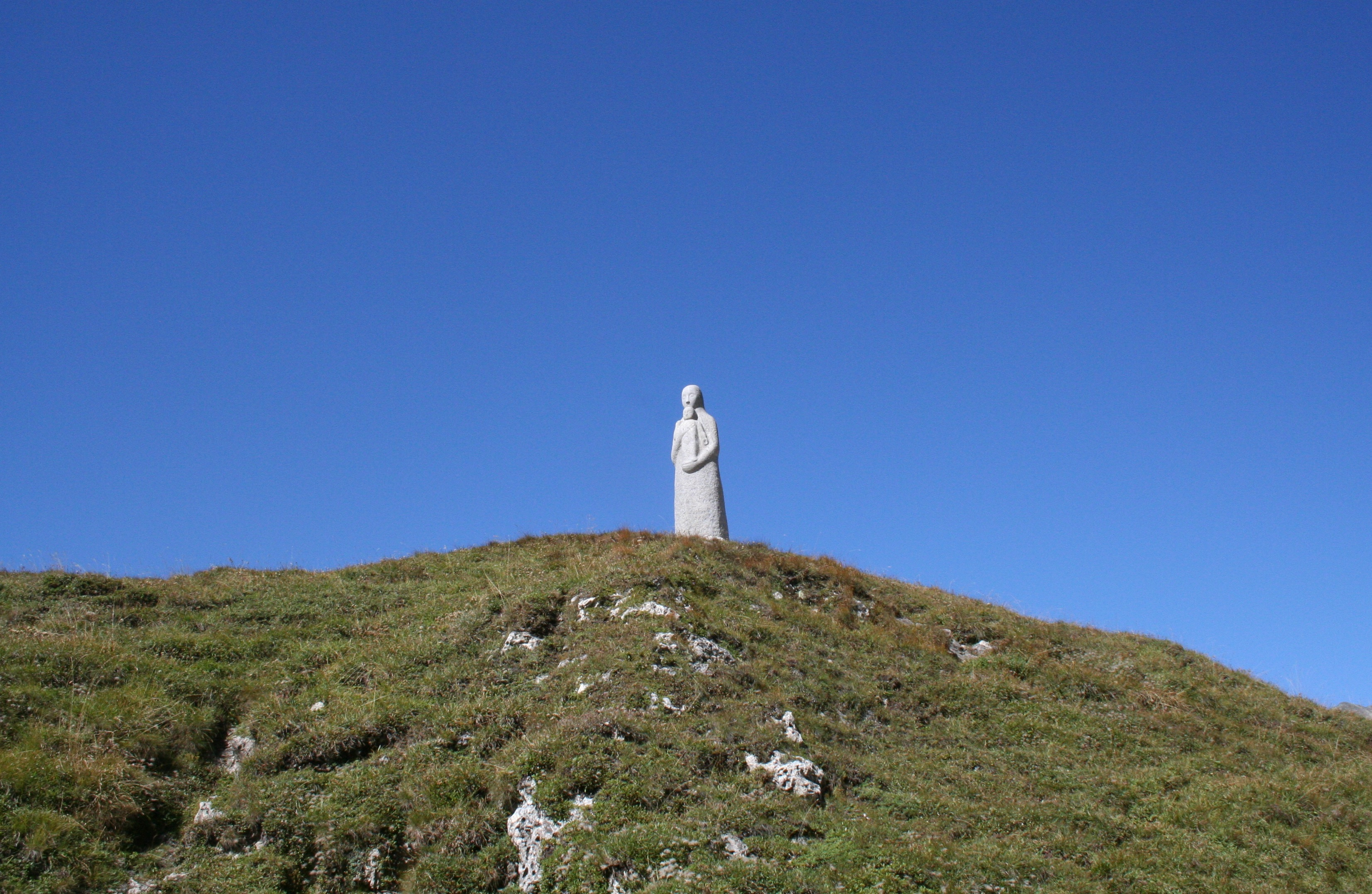
Postava Panny Marie nad hospicem
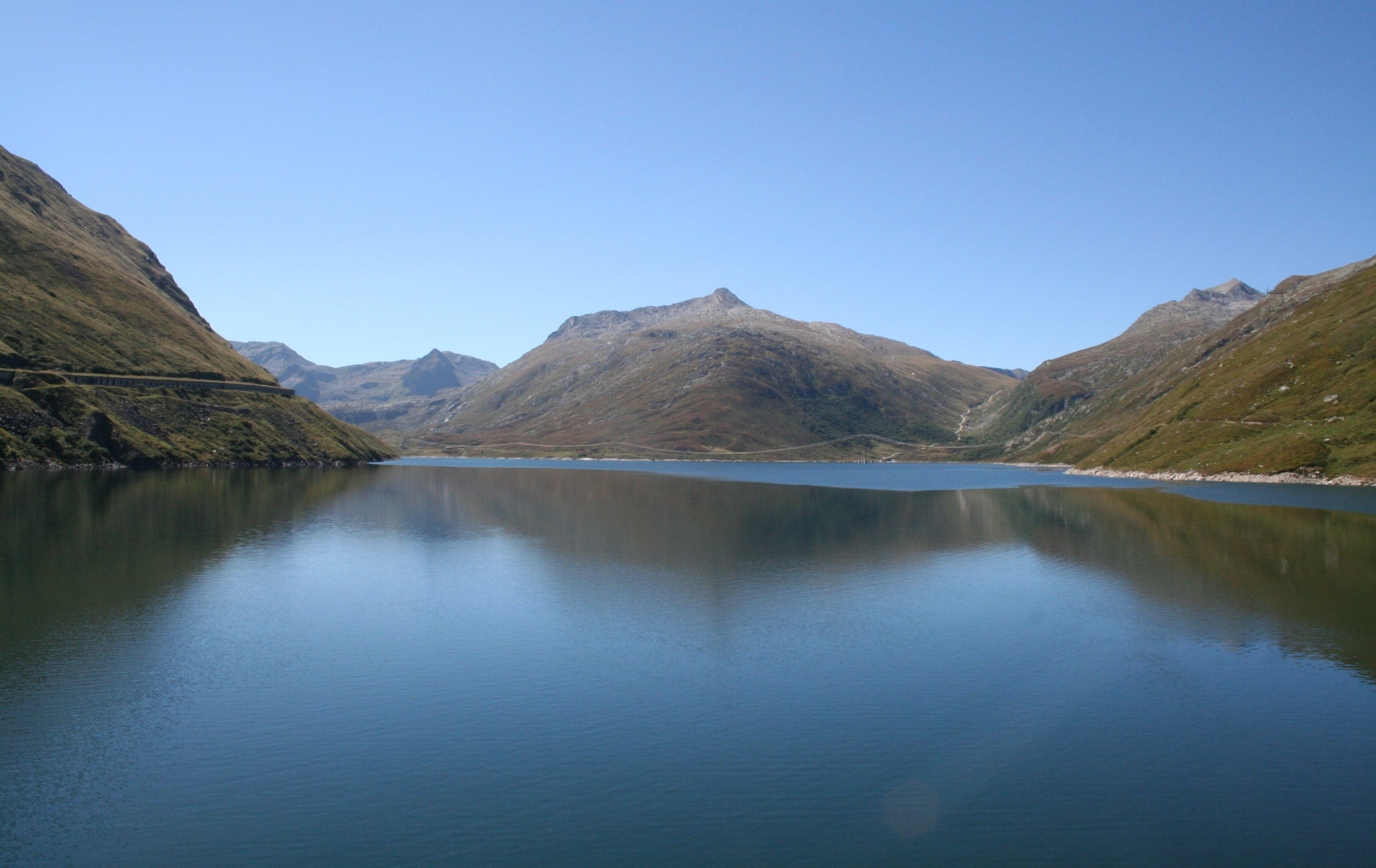
přehrada Lai da Sontga Maria
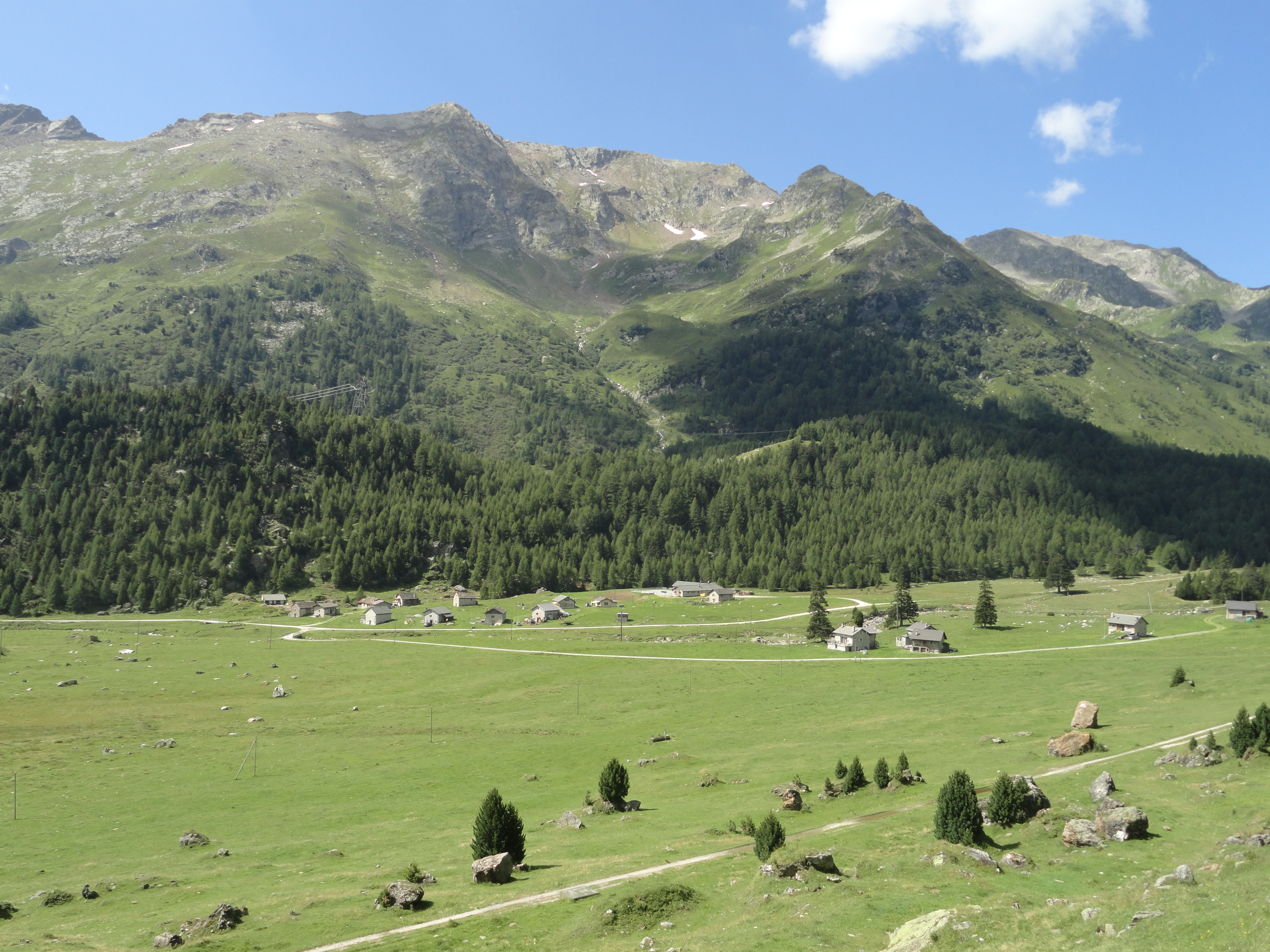
Alpské "piano" na jižní straně
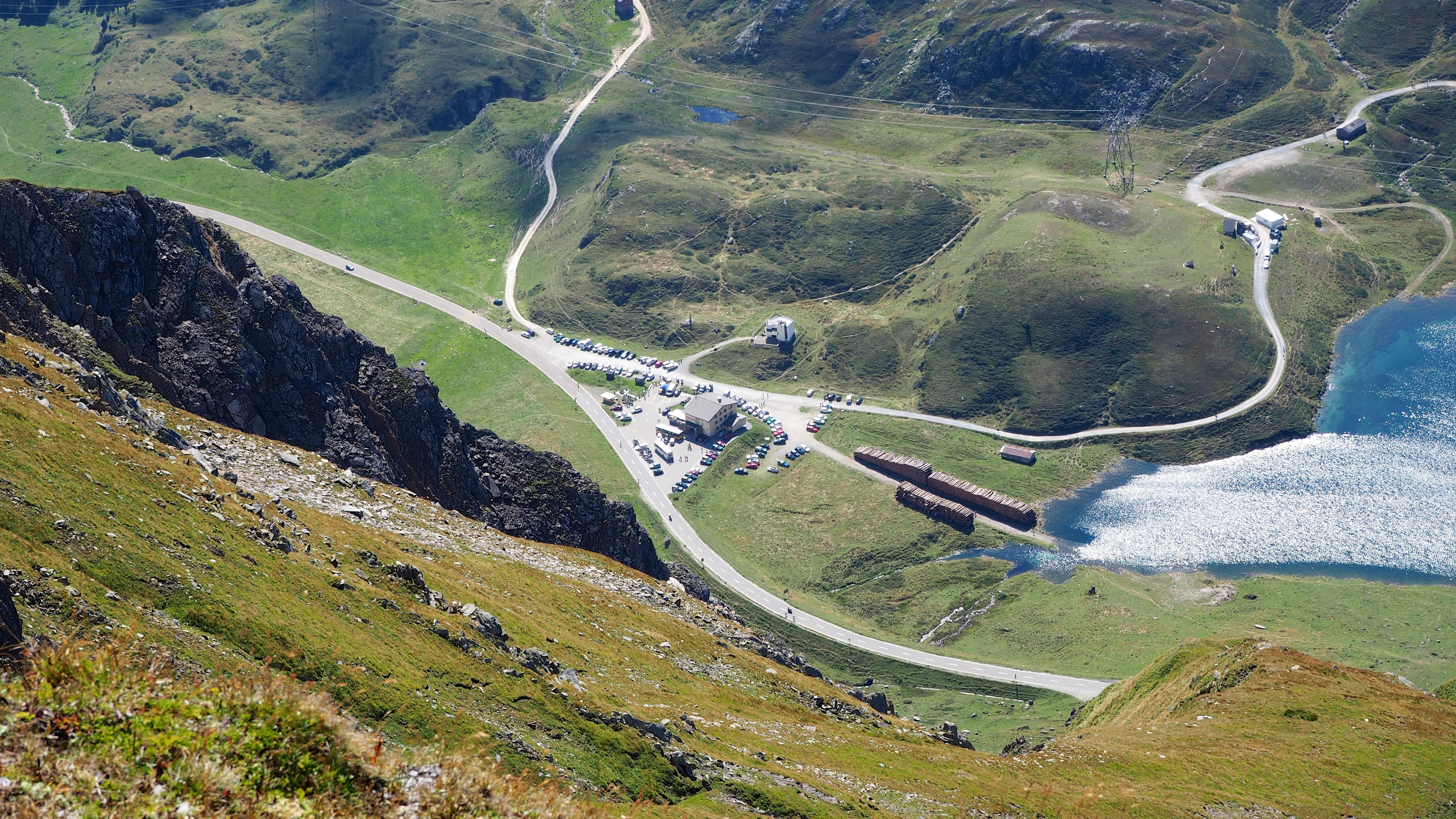
Pohled ze západního úbočí Scopí na vrchol průsmyku
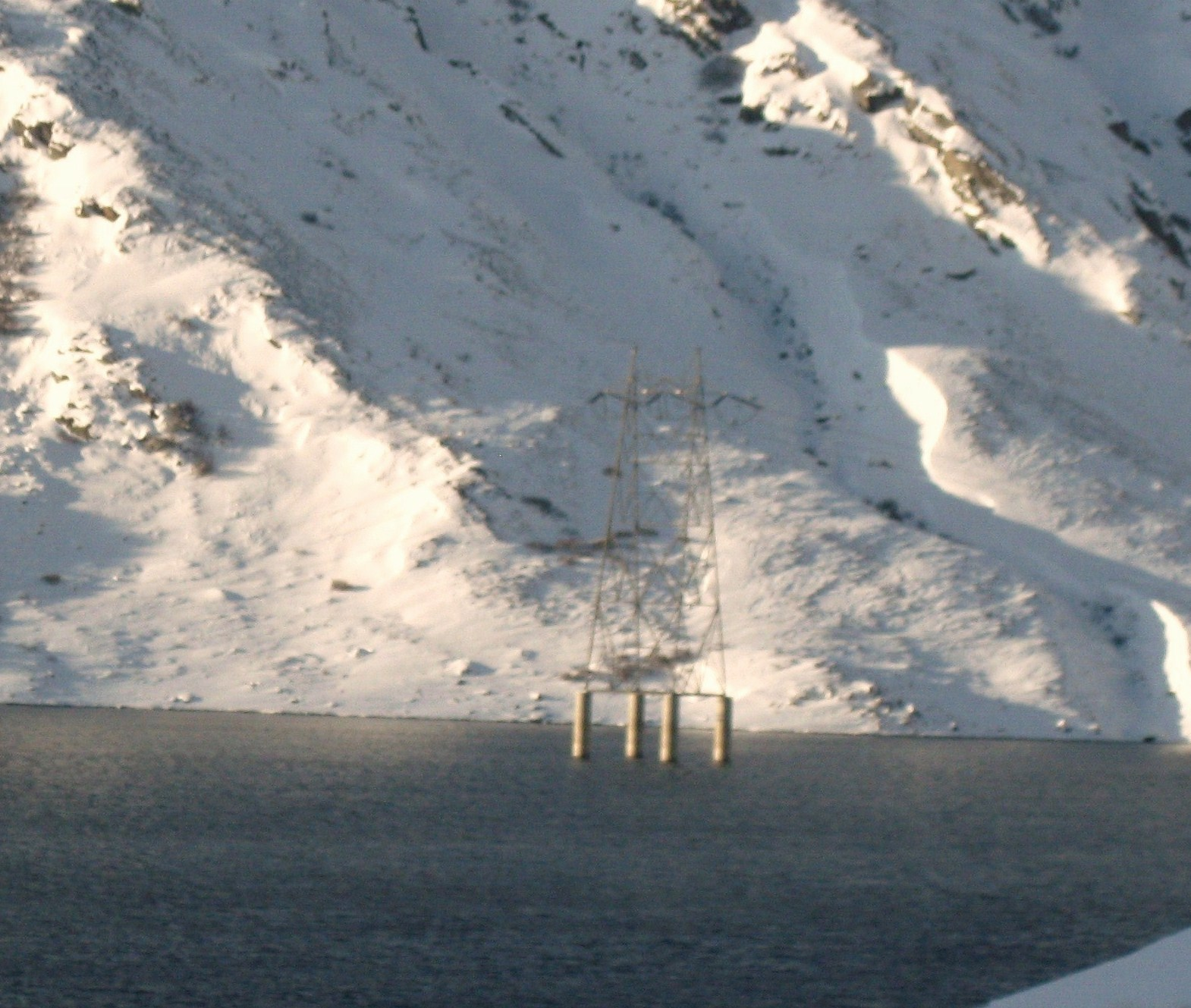
Stožár vysokonapěťového vedení v jezeře
Lukmanierpass, ještě bez jezera, historický letecký snímek z roku 1923, pořízený z výšky 2000 metrů Walterem Mittelholzerem
Vrchol průsmyku Lukmanier v údolí Val Medel, staveniště přehrady Sta Maria, historický letecký snímek Wernera Friedliho (1966)